# 世界恐怖小説全集
世界恐怖小説全集（せかいきょうふしょうせつぜんしゅう）は、
東京創元社より1958年から1959年にかけて刊行された怪奇小説の叢書。
箱入り新書判。全12巻。

## 一覧
- 1)『吸血鬼カーミラ』（J・S・レ・ファニュ）平井呈一訳  1958.10
「白い手の怪」（Narrative of the Ghost of a Hand）
「緑茶」（Green Tea）
「仇魔」（The Watcher, or the Familiar）
「判事ハーボットル氏」（Mr. Justice Harbottle）
「吸血鬼カーミラ」（Carmilla）
解説：平井呈一

- 2)『幽霊島』（A・ブラックウッド）平井呈一訳 1958.8
「幽霊島」（A Haunted Island）
「人形」（The Doll）
「部屋の主」（Occupant of the Room）
「猫町」（Ancient Sorceries）
「片袖」（Empty Sleeve）
「約束」（Keeping His Promise）
「迷いの谷」（The Lost Valley）
解説：平井呈一

- 3)『怪奇クラブ』（アーサ・マッケン）平井呈一訳 1959.1
「怪奇クラブ」（Three Impostors）
「大いなる来復」（Great Return）

- 4)『消えた心臓』（M・R・ジェイムス他）平井呈一・大西尹明訳 1959.10
「五本指の怪物」（The Beast with Five Fingers、W・F・ハーヴィー） 大西尹明訳
「コーネリアスという女」（Miss Cornelius、W・F・ハーヴィー） 大西尹明訳
「ひとりでに動く棺桶」（The Travelling Grave、L・P・ハートレー） 大西尹明訳
「豪州からきたお客」（A Visitor from Down Under、L・P・ハートレー） 大西尹明訳
「毒の殺虫瓶」（The Killing Bottle、L・P・ハートレー） 大西尹明訳
「消えた心臓」（Lost Hearts、M・R・ジェイムス） 平井呈一訳
「マグナス伯爵」（Count Magnus、M・R・ジェイムス） 平井呈一訳
解説：平井呈一

- 5)『怪物』（アンブローズ・ビアース他） 大西尹明訳 1958.11
「壁のなかの鼠」（The Rats in the Walls、H・P・ラヴクラフト）
「インスマウスの影」（The Shadow Over Innsmouth、H・P・ラヴクラフト）
「ダンウィッチの怪」（The Dunwich Horror、H・P・ラヴクラフト）
「怪物」（The Damned Thing、A・ビアース）
「右足のなか指」（The Middle Toe of the Right Foot、A・ビアース）
「豹の目」（The Eyes of the Panther、A・ビアース）
解説：平井呈一

- 6)『黒魔団』（The Devil Rides Out、デニス・ホイートリ(Dennis Wheatley)） 平井呈一訳  1959.5

- 7)『こびとの呪』（エドワード・L・ホワイト他） 橋本福夫・中村能三訳 1959.8
「ラパチーニの娘」（Rappaccinni's Daughter、ナサニエル・ホーソーン） 橋本福夫訳
「邪魔をした幽霊」（The Interruption、W・W・ジェーコブス） 橋本福夫訳
「信号手」（No.1 Branch Line: The Signalman、チャールズ・ディケンズ） 橋本福夫訳
「あとになって」（Afterward、イーディス・ファートン(Edith Wharton)） 橋本福夫訳
「あれは何だったか?」（What Was It?、フィツジェイムズ・オブライアン） 橋本福夫訳
「イムレイの帰還」（The Return of Imray、R・キプリング） 橋本福夫訳
「アダムとイヴ」（Adam and Eve and Pinch Me、A・E・コッパード） 橋本福夫訳
「夢の中の女」（The Dream Woman、ウィルキー・コリンズ） 橋本福夫訳
「人間嫌い」（The Misanthrope、J・D・ベレスフォード(J. D. Beresford)） 中村能三訳
「チェリアピン」（Tcheriapin、S・ローマー） 中村能三訳
「こびとの呪」（Lukundoo、E・L・ホワイト(Edward Lucas White)） 中村能三訳
解説：平井呈一

- 8)『死者の誘い』（The Return、ウォルター・デ・ラ・メア） 田中西二郎訳  1958.11
解説：平井呈一

- 9)『列車〇八一』（マルセル・シュオッブ他） 青柳瑞穂・渋沢竜彦訳 1960.8
「ギスモンド城の幽霊」（Ines de las sierras、シャルル・ノディエ） 渋沢竜彦訳
「シャルル十一世の幻覚」（Vision de Charles XI、プロスペル・メリメ） 青柳瑞穂訳
「緑色の怪物」（Le Monstre Verte、ジェラール・ド・ネルヴァル） 青柳瑞穂訳
「解剖学者ドン・ベサリウス」（Don andrea vesalius l'anatomiste、ペトリュス・ボレル(Petrus Borel)）渋沢竜彦訳
「草叢のダイアモンド」（Le diamant de l'herbe、グザヴィエ・フォルヌレ） 渋沢竜彦訳
「罪のなかの幸福」（Le bonheur dans le crime、バルベエ・ドルヴィリ）渋沢竜彦訳
「フルートとハープ」（Berthe et rodolphe、アルフォンス・カル(Alphonse Karr)）青柳瑞穂訳
「死女の恋」（La morte amoureuse、テオフィル・ゴーティエ） 青柳瑞穂訳
「オンファール」（Omphale、テオフィル・ゴーティエ） 青柳瑞穂訳
「手」（La Main、ギー・ド・モーパッサン）青柳瑞穂訳
「仮面の孔」（Les trous du masque、ジャン・ロラン(Jean Lorrain)） 渋沢竜彦訳
「フォントフレード館の秘密」（Le mystere de fontefrede、アンリ・ド・レニエ(Henri de Régnier)）青柳瑞穂訳
「列車〇八一」（Train 081、マルセル・シュオッブ） 青柳瑞穂訳
「幽霊船」（Le vaisseau fantome、クロード・ファレール） 青柳瑞穂訳
「オノレ・シュブラックの消滅」（La Disparition d'Honoré Subrac、ギヨーム・アポリネール）青柳瑞穂訳
「ミスタア虞［ユウ］」（Mr. U.、ポール・モーラン） 青柳瑞穂訳
解説「フランス暗黒小説の系譜」：渋沢竜彦

- 10)『呪の家』（ベズィメーノフ他） 原卓也訳
「真夜中の幻影」（Rasskaz O Velikom Znanii、アルツィバーシェフ）
「呪の家」（ベズィメーノフ）
「犠牲」（Zhertva、レミゾフ(Aleksei M. Remizov)）
「妖女 (ヴィイ)」（Vii、ゴーゴリ）
「黒衣の僧」（Chernyi Nomakh、チェーホフ）
「まぼろし」（Prizraki、ツルゲーネフ）
「カリオストロ」（Kaliostro、A・トルストイ）
解説：原卓也

- 11)『蜘蛛』（H・H・エーベルス他） 植田敏郎訳  1960.8
「ロカルノの女乞食」（Das bettelweib von Locarno、クライスト）
「たてごと」（Die harfe、ケルナー(Theodor Korner)）
「蜘蛛」（Die Spinne、エーベルス(H. H. Ewers)）
「みいら」（エーベルス）
「死んだユダヤ人」（Der Tote Jude、エーベルス）
「イグナーツ・デンナー」（Ignaz Denner、ホフマン）
「世襲地」（Das Majorat、ホフマン）
解説：植田敏郎

- 12)『屍衣の花嫁 - 世界怪奇実話集』 平井呈一訳  1959.8
Ⅰ
インヴェラレイの竪琴弾き
鉄の檻の中の男
グレイミスの秘密
ヒントン・アンプナーの幽霊
エプワース牧師館の怪
ある幽霊屋敷の記録
Ⅱ
死神
首のない女
死の谷
女好きな幽霊
若い女優の死
画室の怪
魔のテーブル
貸家の怪
石切場の怪物
呪われたルドルフ
屍衣の花嫁
舵を北西に
鏡中影
夜汽車の女
浮標
Ⅲ
ベルウィッチ事件
解説：平井呈一